# الصالحية (الدوادمي)
{{معلومات قرية مركز الصالحية هي إحدى قرى نجد تتبع محافظة الدوادمي أسسها الشيخ/ مصلح بن مرزن  أحد مشائخ قبيلة العوازم من عتيبةسنة 1370  ويتبع لها عدد من الأحياء المعتمده (حي تيماء -حي الفايزية) وقد كانت تعرف في وقت سابق بأمارة الصالحية قبل صدور قرار تغيير مسمى الأمارات إلى مراكز وكان أول رئيس مركز للقرية هو الشيخ/ تركي بن مصلح بن مرزن 
|الاسم الرسمي        = مركز الصالحية           
| البلد             = السعودية
|تعليق الصورة       = موقع محافظة الدوادمي بالنسبة لمنطقة 
|تاريخ التأسيس      =  1370
|اسم المنطقة        = منطقة الرياض
|المسؤول الأعلى      = أمير منطقة الرياض
|اسم المسؤول        = رئيس مركز الصالحية الشيخ /جدي بن مصلح بن مرزن أحد مشائخ قبيلة العوازم من عتيبة
|التعداد السكاني    = 5000 
الصالحية، هي قرية من فئة (ب) تقع في محافظة الدوادمي، والتابعة لمنطقة الرياض في السعودية. وتبعد الصالحية عن محافظة الدوادمي بمسافة تقارب (90) كم.